# Stratyn
Stratyn (ukr. Стратин) – wieś na Ukrainie w obwodzie iwanofrankiwskim (rejon rohatyński). Liczy 561 mieszkańców.
Wschonią część Stratyna stanowi dawniej odrębna wieś Stratyn Stary. Oba Stratyny (Stary i Nowy) stanowią nadal geograficznie odrębne jednostki osadnicze, a łączy je tylko jedna droga.

## Historia
Założony w roku 1464.
Właścicielem Stratyna m.in. był Gedeon Bałaban, który założył tutaj szkołę i drukarnię.
Kolejnym właścicielem Stratyna był hrabia Ignacy Adam Krasicki z Siecina herbu Rogala (1767-1844), (w roku 1810 także był właścicielem wsi Pyszkowce i Trybuchowce, obecnie w rejonie buczackim), numizmatyk, który zamieszkiwał w Stratyniu.
Na początku XX wieku właścicielem ziemskim majątku Stratyn był hr. Michał Krasicki.
W II Rzeczypospolitej Stratyn (oficjalnie Stratyn Miasto) był miasteczkiem (do 1932) i siedzibą gminy jednostkowej Stratyn-Miasto. W 1921 roku liczył 373 mieszkańców; było to najmniejsze miasteczko woj. stanisławowskiego. 1 października 1932 gminę Stratyn-Miasto zniesiono i połączono ze zniesioną gminą Stratyn-Wieś, tworząc jedną gminę Stratyn, która w 1934 weszła w skład nowej zbiorowej gminy Puków. w powiecie rohatyńskim w województwie stanisławowskim. 
W latach 1941–1943 nacjonaliści ukraińscy z OUN-UPA zamordowali tutaj 11 Polaków.

## Urodzeni w Stratynie
- Tadeusz Ślipko – polski ksiądz katolicki, jezuita, profesor nauk humanistycznych, filozof, specjalizujący się w zagadnieniach etycznych[12].

## Utracone zabytki
- zamek istniał tutaj od XVI wieku do drugiej połowy XVIII w. Jego pozostałości: dwie baszty o grubych murach z otworami strzelniczymi i wały ziemne zachowały się do 1939 r. Niewysokie baszty wybudowane na planie kwadratu z jednej strony półkoliste zwieńczone były wysokim dachem w kształcie stożka[13]
- dwór wybudowany został z użyciem materiału z rozbiórki zamku w stylu klasycystycznym przez rodzinę Bekierskich lub Józefa Bielskiego[13], kasztelana halickiego[14], starosty czerwonogrodzkiego, rabsztyńskiego i rohatyńskiego[15], drugą[16] którego małżonką była Konstancją z Bekierskich[17] h. Jastrzębiec[18].
- ratusz(inne języki), zbudowany za czasów króla Polski Michała Wiśniowieckiego.